# 艾塞尔伯特·布拉特
艾塞尔伯特·布拉特（Ethelbert Blatter，1877年12月15日—1934年5月26日）为瑞士耶稣会教士及植物学家。